# عروة (ملابس)
العُرَى (المفرد:عُرْوَة) عبارة عن ثقوب في القماش تمر من خلالها الأزرار، مما يسمح بتثبيت قطعة قماش بأخرى. عادة ما يتم الانتهاء من الحواف الخام للعروة بالغرز. يمكن القيام بذلك إما باليد أو بآلة الخياطة. تستخدم بعض أشكال الأزرار، أو حلقة من القماش أو الحبل بدلاً من العروة.

## طالع المزيد
- زمام منزلق
- حزام